# طوفان شمشیرها
طوفان شمشیرها (به انگلیسی: A Storm of Swords) سومین کتاب از مجموعه رمان فانتزی حماسی ترانه یخ و آتش، اثر نویسنده آمریکایی جرج آر. آر. مارتین است. در حال حاضر این کتاب طولانی‌ترین کتاب مجموعه است. با توجه به طولانی بودن کتاب در برخی کشورها از جمله استرالیا این کتاب به دو بخش تقسیم شده و به چاپ رسیده است.

## چکیده داستان
داستان طوفان شمشیرها کمی پیش از داستان کتاب پیشین است. هفت پادشاهی هنوز درگیر جنگ پنج شاه هستند. شاه‌های باقی‌مانده راب استارک، بیلون گری‌جوی، جافری لنیستر و استنیس برتیئون برای حفظ قدرتشان در جنگ برای حفظ موقعیت خودشان هستند. جنگ داخلی مردم عادی را از بین می‌برد.

## شخصیت‌ها
داستان از دید ده شخصیت اصلی گفته می‌شود و یک پیش‌مقدمه و یک شخصیت پس مقدمه هم دارد که در کل دوازده گوینده داستان حضور دارد
- پیش مقدمه چت برادر و نگهدارنده سگها
- سر جیمی لنیستر پسر بزرگ تایوین لنیستر برادر تیریون لنیستر
- جان اسنو پسر حرام زاده ادارد استارک
- بانو کتلین استارک
- تیریون لنیستر
- سانسا استارک
- آریا استارک
- برن استارک
- سمول تارلی
- سر داووس سی‌ورس
- ملکه دنریس تارگرین
- پس مقدمه: مرت فری

## جوایز و نامزدی‌ها
- جایزه هوگو بهترین رمان (نامزدی) (۲۰۰۱)
- جایزه لوکاس بهترین رمان (فانتزی) (برنده) (۲۰۰۱)
- جایزه نبولا بهترین رمان (نامزدی) (۲۰۰۱)
- جایزه گرفن بهترین رمان فانتزی (برنده) (۲۰۰۲)
- جایزه ایگونوتوس بهترین رمان (خارجی) (برنده) (۲۰۰۶)